# نيناد ميلياش
نيناد ميلياش (بالصربية: Ненад Милијаш)‏ (مواليد 30 أبريل 1983 في بلغراد - يوغوسلافيا) لاعب كرة قدم صربي يلعب حاليا لصالح نادي الدرجة الممتازة وولفرهامبتون واندررز الإنجليزي منذ 2009 في مركز الوسط المحوري .

## روابط خارجية
- نيناد ميلياش على موقع الاتحاد الدولي (مؤرشف)  (الإنجليزية)
- نيناد ميلياش على موقع الاتحاد الأوربي (الإنجليزية)
- نيناد ميلياش على موقع اتحاد تركيا (لاعب) (الإنجليزية)
- نيناد ميلياش على موقع قاعدة بيانات كرة القدم.إي يو (الإنجليزية)
- نيناد ميلياش على موقع ناشيونال فوتبول تيمز (الإنجليزية)
- نيناد ميلياش على موقع Soccerbase.com (لاعب) (الإنجليزية)
- نيناد ميلياش على موقع Soccerway.com (الإنجليزية)
- نيناد ميلياش على موقع عالم كرة القدم.نت (الإنجليزية)
- نيناد ميلياش على موقع كووورة